# 加利莱亚
加利莱亚（西班牙語：Galilea），是西班牙拉里奥哈自治区的一个市镇。总面积9.72平方公里，总人口401人（2001年），人口密度41.26人/平方公里。